# Siedliszcze (gromada w powiecie hrubieszowskim)
Siedliszcze – dawna gromada, czyli najmniejsza jednostka podziału terytorialnego Polskiej Rzeczypospolitej Ludowej w latach 1954–1972.
Gromady, z gromadzkimi radami narodowymi (GRN) jako organami władzy najniższego stopnia na wsi, funkcjonowały od reformy reorganizującej administrację wiejską przeprowadzonej jesienią 1954 do momentu ich zniesienia z dniem 1 stycznia 1973, tym samym wypierając organizację gminną w latach 1954–1972.
Gromadę Siedliszcze z siedzibą GRN w Siedliszczu utworzono – jako jedną z 8759 gromad na obszarze Polski – w powiecie hrubieszowskim w woj. lubelskim na mocy uchwały nr 8 WRN w Lublinie z dnia 5 października 1954. W skład jednostki weszły obszary dotychczasowych gromad Tuchanie, Brzozowiec, Grobelki, Holendry, Radziejów i Siedliszcze ze zniesionej gminy Białopole w tymże powiecie. Dla gromady ustalono 10 członków gromadzkiej rady narodowej.
1 stycznia 1962 gromadę zniesiono, włączając jej obszar do gromad Dubienka (wsie Siedliszcze, Brzozowiec i Holendry) i Białopole (wsie Tuchanie, Radziejów i Grobelki) w tymże powiecie.